# Khmer Köztársaság
A Khmer Köztársaság (khmerül: សាធារណរដ្ឋខ្មែរ, Sathéarônârôdth Khmêr) kambodzsai állam volt az Egyesült Államok által támogatott Lon Nol marsall katonai diktatúrája idején, 1970 és 1975 között. Megalakulását hivatalosan 1970. október 9-én kiáltották ki, az 1970. március 18-i államcsínyt követően, amely során megdöntötték Norodom Szihanuk kormányát és felszámolták a kambodzsai monarchia intézményét.
A puccs fő oka az volt, hogy Norodom megtűrte az észak-vietnámi katonai tevékenységet Kambodzsa határain belül, amelynek eredményeként az Egyesült Államokkal háborút vívó vietnámi kommunista erők ellenőrzést szereztek Kambodzsa keleti részén. Egy másik fontos tényező a kambodzsai gazdaság lesújtó állapota volt, amely Norodom semlegességre törekvő politikájának közvetett eredménye volt.
Norodom Szihanuk eltávolításával a korábbi Kambodzsai Királyság köztársasággá vált, hivatalosan eltávolítva Sziszovat Kosszamakot. Az új rendszer szélsőjobboldali és militarista jellegű volt, a legjelentősebb, hogy véget vetett a Norodom Szihanuk által folytatott titkos együttműködésnek, valamint a folyamatban lévő vietnámi háborúban Dél-Vietnám oldalához állt át. A Khmer Köztársaság ellen a kambodzsai határokon belül a Kambodzsai Nemzeti Front (FUNK) állt, amely viszonylag széles szövetség volt Norodom Szihanuk és a Pol Pot–Ieng Sary-féle Kambodzsai Kommunista Párt között.
Magát a felkelést a Kambodzsai Népi Nemzeti Felszabadítási Fegyveres Erők (CPNLAF) hajtotta végre: a Vietnámi Néphadsereg és a Viet Cong támogatta őket, akik elfoglalták Vietnám egyes részeit a dél-vietnámi kormánnyal folytatott háborújuk részeként.
Az Egyesült Államoktól kapott nagy mennyiségű katonai és pénzügyi segítség ellenére a Khmer Nemzeti Fegyveres Erők (FANK) gyengén voltak kiképezve, és nem tudták legyőzni sem a Népi Nemzeti Felszabadítási Fegyveres Erőket, sem a vietnámi erőket. A köztársaság végül 1975. április 17-én bukott el, amikor a vörös khmerek elfoglalták Phnompent, majd 1976. január 5-én átnevezték Demokratikus Kambodzsára.